# 12478 Suzukiseiji
12478 Suzukiseiji eller 1997 EX25 är en asteroid i huvudbältet som upptäcktes den 7 mars 1997 av den japanske amatörastronomen Tomimaru Okuni vid Nanyō-observatoriet. Den är uppkallad efter Seiji Suzuki.
Den tillhör asteroidgruppen Nysa.